# Guerlain
Guerlain (Bản mẫu:IPA-fr) là một nhà sản xuất nước hoa, mỹ phẩm, dưỡng da, là một trong những nhãn hiệu lâu đời nhất trên thế giới. Guerlain có khách hàng rộng lớn theo sao và trong ngành công nghiệp nước hoa, đã được tổ chức theo truyền thống giá trị cao. Nhiều loại nước hoa Guerlain truyền thống mang đặc trưng theo mùi hương thông thường gọi là "Guerlinade." Từ năm 1994, Guerlain trực thuộc công ty mẹ, LVMH.